# Клименко, Александр Иванович (политик)
Алекса́ндр Ива́нович Климе́нко (укр. Олекса́ндр Іва́нович Климе́нко; род. 14 апреля 1965, Марьинка, Донецкая область) — украинский политик, председатель Украинской народной партии с 5 октября 2013 года.
Депутат ВР Украины IV созыва, член фракции Блока «Наша Украина — Народная самооборона» (11.2007-11.2012), член Комитета по вопросам финансов и банковской деятельности (с 12.2007), председатель подкомитета по вопросам небанковских финансовых институтов (с 01.2008).

## Биография
Родился 14 апреля 1965 года в городе Марьинка Донецкой области.
Образование высшее, специалист — экономист, магистр политологии.
Начинал работу горнорабочим очистного забоя (в бригаде дважды Героя Социалистического труда И. Стрельченко) на угледобывающем предприятии — шахте «Трудовская» (г. Донецк), где получил травму. Стал работать подмастерьем сапожника. Позже работал начальником отдела Кураховского Дома быта.
1993—1998 гг — председатель правления АО «Енергозбутпром».
1998—2003 гг — председатель совета акционеров ОАО «Донбасэнергобуд».
2003—2005 гг президент ООО «Лизинг — центр» (Донецк).
2005—2006 гг. — заместитель председателя Донецкой облгосадминистрации по вопросам топливно-энергетического комплекса, транспорта и связи.
2007—2013 гг прошел в Верховную Раду VI созыва в составе блока «Наша Украина — Народная Самооборона», 50 в списке. Был членом Комитета по вопросам финансов и банковской деятельности.
Автор ряда действующих законодательных актов по совершенствованию законодательства, регулирующего деятельность небанковских финансовых институтов, инвестиционную деятельность в строительстве, антикризисные меры Национального банка Украины, повышает социальную защиту граждан Украины, защиту сбережений граждан. Научную деятельность осуществляет в качестве действительного члена (академика) Международной Академии Наук экологии, безопасности человека и природы и члена-корреспондента Украинской технологической Академии (отделение — экономика предприятия).
5 октября 2013 на XIV съезде Украинской Народной Партии (УНП) в Киеве глава Донецкой областной партийной организации УНП Александр Клименко избран главой Украинской Народной партии. Кандидатуру Клименко тайным голосованием поддержали 223 делегата съезда, 29 делегатов не поддержали ни одну из кандидатур.
29 марта 2014 года в Центральную избирательную комиссию поступили документы для регистрации кандидатом в президенты от лидера Украинской народной партии Александра Клименко. 17 мая 2014 года отказался от участия в выборах.

## Семья
Женат, двое детей.